# سیم‌سیتی ۳۰۰۰
سیم‌سیتی ۳۰۰۰ (به انگلیسی: SimCity 3000) یک بازی رایانه‌ای منتشر شده توسط شرکت ای‌ای گیمز است. این بازی در تاریخ ۳۱ ژانویه ۱۹۹۹ عرضه شده و سازنده آن ماکسیس است.